# Rifugio Roda di Vaèl
De Rifugio Roda di Vaèl (Duits: Rotwandhütte) is een berghut in de gemeente Vigo di Fassa in het oostelijke deel van de Italiaanse provincie Trente. De berghut, gelegen op een hoogte van 2283 meter in de Rosengarten, een berggroep in de Dolomieten, behoort toe aan de sectie Trente van de Società Alpinisti Tridentini (SAT).
De hut, in gebruik genomen op 7 augustus 1906, werd opgericht door de sectie Welschnofen van de Deutsche und Österreichische Alpenverein (DuÖAV). In 1921 werd de hut, die na de Eerste Wereldoorlog door Italiaanse militaire bezet werd gehouden, aan de SAT overgedragen. In 1983 werd het besluit genomen om de gehele hut te renoveren, waarna de Rifugio Roda di Vaèl op 13 juli 1986 werd heropend.
De hut wordt gebruikt voor beklimmingen van onder andere de Roda di Vaèl (Rotwand, 2806 meter) en de Roda del Diavolo (Teufelswand, 2727 meter).